# سیارک ۴۰۷۰
سیارک ۴۰۷۰ (به انگلیسی: 4070 Rozov، نامگذاری:1980RS2) چهار هزار و هفتادمین سیارک کشف شده‌است که در ۸ سپتامبر ۱۹۸۰ کشف شد.
قدر مطلق سیارک برابر ۱۳٫۳۰ است.